# Dziadówki (Strzeżów Drugi)
Dziadówki – część wsi Strzeżów Drugi w Polsce położona w województwie małopolskim, w powiecie miechowskim, w gminie Miechów.
W latach 1975–1998 Dziadówki należały administracyjnie do województwa kieleckiego, sąsiadując z województwem krakowskim.